# Massing
Massing är en köping (Markt) i Landkreis Rottal-Inn i Regierungsbezirk Niederbayern i förbundslandet Bayern i Tyskland.
Köpingen ingår i kommunalförbundet Massing tillsammans med kommunen Geratskirchen.